# رام موهان روي
رام موهان روي (بالهندية: राजा राममोहन राय؛ بالإنجليزية: Ram Mohan Roy) هو كاتب وفيلسوف ومترجم هندي، ولد في 22 مايو 1772 في Radhanagore ‏ في الهند، وتوفي في 27 سبتمبر 1833 في برستل في المملكة المتحدة بسبب التهاب السحايا.

## وصلات خارجية
- رام موهان روي على موقع الموسوعة البريطانية (الإنجليزية)